# Francis Xavier Kriengsak Kovithavanij
Francis Xavier Kriengsak Kovithavanij (Ban Rak, Tailândia, 27 de junho de 1949) é um cardeal católico tailandês, atual arcebispo emérito da Arquidiocese de Bangkok.

## Biografia
Estudou no Seminário de São José em Sam Phran e depois, foi enviado a Roma para estudar filosofia e teologia na Pontifícia Universidade Urbaniana de 1970 a 1976, residindo no Collegio Urbano. Foi ordenado padre em 11 de julho de 1976 por Michael Michai Kitbunchu, arcebispo de Bangkok, sendo incardinado na arquidiocese de Bangkok. Em 1976, foi nomeado padre assistente da Igreja da Natividade de Maria em Ban Pan; entre 1977 e 1979, foi padre assistente da Igreja da Epifania em Koh Go e, depois, vice-reitor do Seminário Menor São José de Sam Phran (1979-1981). De 1982 a 1983, voltou a Roma para estudar espiritualidade na Pontifícia Universidade Gregoriana.
Voltando para casa, foi por seis anos reitor do Seminário Intermediário da Sagrada Família em Nakhon Ratchasima; depois, de 1989 a 1993, foi subsecretário da Conferência Episcopal da Tailândia. Entre os anos de 1992 e 2000, foi Reitor do Seminário Maior Nacional Lux Mundi de Sam Phran, até ser nomeado professor extraordinário no Seminário Maior de Sam Phran , sendo ainda pároco da paróquia de Nossa Senhora de Lourdes em Hua Take de 2000 a 2003. Então, foi pároco da Catedral de Bangkok e secretário do Conselho de Padres da arquidiocese.
Eleito bispo de Nakhon Sawan pelo Papa Bento XVI em 7 de março de 2007, foi consagrado em 2 de junho, no estádio coberto de Nakhon Sawan, pelo cardeal Michael Michai Kitbunchu, arcebispo de Bangkok, assistido por Salvatore Pennacchio, núncio apostólico na Tailândia, Cingapura, Camboja e delegado apostólico em Mianmar, Laos, Malásia e Brunei Darussalam e por Joseph Banchong Aribarg, bispo-emérito de Nakhon Sawan. Foi promovido à arcebispo metropolitano de Bangkok em 14 de maio de 2009.
Em 4 de janeiro de 2015, o Papa Francisco anunciou a sua criação como cardeal, no Consistório Ordinário Público de 2015. Foi criado cardeal-presbítero de Santa Maria das Dores, recebendo o barrete e o anel cardinalício em 14 de fevereiro. Em 13 de abril de 2015, foi nomeado membro titular da Congregação para a Evangelização dos Povos.
Em 27 de junho de 2024, o Papa Francisco aceitou a sua renuncia a Arquidiocese de Bangkok devido a chegar aos 75 anos.